# Mannen som visste för mycket (1956)
Mannen som visste för mycket (engelska: The Man Who Knew Too Much) är en amerikansk thrillerfilm från 1956 i regi av Alfred Hitchcock. I huvudrollerna ses James Stewart och Doris Day. Filmen är en nyinspelning av filmen med samma namn från 1934, även den regisserad av Hitchcock. Filmen tilldelades en Oscar för bästa sång; priset tilldelades Jay Livingston och Ray Evans för sången "Que Sera, Sera (Whatever Will Be, Will Be)".

## Handling
En amerikansk familj, dr Ben McKenna, hans hustru Jo och deras son Hank är på semester i Marocko. När de får reda på att ett mord ska begås i London kidnappar mördarna sonen för att de ska hålla tyst. Paret beger sig ändå till London, och de får snart reda på att mordet ska begås under en särskild sekvens vid en konsert i Royal Albert Hall.

## Rollista (i urval)
- James Stewart – doktor Benjamin "Ben" McKenna
- Doris Day – Josephine “Jo” Conway McKenna
- Brenda De Banzie – Lucy Drayton
- Bernard Miles – Edward Drayton
- Ralph Truman – inspektör Buchanan
- Daniel Gélin – Louis Bernard
- Mogens Wieth – ambassadören
- Alan Mowbray – Val Parnell
- Hillary Brooke – Jan Peterson
- Christopher Olsen – Henry "Hank" McKenna
- Reggie Nalder – Rien
- Richard Wattis – biträdande chef
- Noel Willman – Woburn
- Alix Talton – Helen Parnell
- Yves Brainville – polisinspektör
- Carolyn Jones – Cindy Fontaine
- Alexis Bobrinskoy – premiärminister
- Richard Wordsworth – Ambrose Chappell, Jr.
- George Howe – Ambrose Chappell, Sr.

Ett av Alfred Hitchcocks kännetecken var att gästspela i den egna filmen. Här sker det efter 25 minuter och 42 sekunder. I nedre vänstra hörnet, med ryggen mot kameran i ljusgrå kostym, tittar han på akrobater på den marockanska marknaden, precis innan spionen dödas.